# Зъболекарят 2
„Зъболекарят 2“ (на английски: The Dentist 2) е американски филм на ужасите от 1998 година, продължение на „Зъболекарят“ (1996). Режисиран е от Денис Юзна, с участието на Корбин Бернсен, Джилиън Макуиртър, Сюзан Райт, Джеф Дусет и др.

## В България
| Озвучаващи артисти | Ани Василева Христина Ибришимова Даниела Йорданова Васил Бинев Борис Чернев |
| Преводач           | Бисер Пачев                                                                 |
| Тонрежисьор        | Тони Тодоров                                                                |